# Revolução Ucraniana de 2014
A Revolução Ucraniana de 2014, também chamada Revolução da Dignidade, teve início em Kiev, capital da Ucrânia, a partir de  violentas manifestações de protesto, conhecidas como Euromaidan, contra o governo do presidente eleito, Viktor Yanukovych.
Os distúrbios  rapidamente se intensificaram, levando à deposição de Yanukovytch e à instalação, alguns dias mais tarde, de um governo interino, apoiado por grupos de centro-direita, direita, centro-esquerda e até de extrema-direita, todos mais ou menos anticomunistas, unidos contra o poder russo.
O presidente deposto refugiou-se na Rússia, e passou a ser procurado na Ucrânia, sob a acusação de ser responsável pela morte de manifestantes.
A queda do governo foi seguida por uma série de mudanças, em rápida sucessão, no sistema sociopolítico da Ucrânia, incluindo a formação de um novo governo interino, a restauração das emendas constitucionais de 2004 e a realização de novas eleições presidenciais, em 25 de maio de 2014, nas quais o pró-ocidental Petro Poroshenko saiu-se vencedor.
É considerada por muitos como a Segunda Revolução Laranja da Ucrânia ou Revolução Laranja Continuada.

## Antecedentes
Desde a dissolução da União Soviética, a Ucrânia estava atolada por anos de corrupção, má gestão, falta de crescimento econômico, desvalorização da moeda, e uma incapacidade para assegurar o financiamento de mercados públicos. A partir de 2004, a Ucrânia buscou estabelecer relações mais estreitas com a União Europeia (UE) e a Rússia. Entre estas medidas estava um acordo de associação com a União Europeia, o que proporcionaria à Ucrânia recursos condicionais em reformas. Yanukovych por fim, se recusou a assinar o acordo, a pedido da Rússia.  Depois disso, Yanukovych assinou um tratado e um empréstimo de bilhões de dólares com a Rússia em vez disso, o que provocou uma agitação civil em Kiev que levou a confrontos violentos com as forças policiais que reprimiu os manifestantes.

## Cronologia
No dia 20 de fevereiro, três ministros das Relações Exteriores da União Europeia, Radosław Sikorski da Polônia, Laurent Fabius da França e Frank-Walter Steinmeier da Alemanha, chegaram a Kiev para tentar neutralizar a espiral de violência. Os três chanceleres se reuniram com o presidente Yanukovytch. Na manhã do dia 21 de fevereiro, a presidência da Ucrânia anunciou que havia chegado a um acordo com a oposição após a mediação da União Europeia. O acordo incluiria a formação de um governo de coalizão, eleições antecipadas e retorno da Constituição de 2004.
No entanto, na manhã de 22 de fevereiro, opositores tomaram conta do país e ocuparam as principais instituições estabelecidas em Kiev. O presidente Viktor Yanukovych havia viajado para um congresso de deputados e governadores da Ucrânia Oriental e da Crimeia, que estava previsto para acontecer em Kharkiv; a oposição acusou Yanukovich de ter fugido de Kiev e querer abandonar seu cargo como presidente, e através de um impeachment, o Verkhovna Rada depôs oficialmente o presidente por "negligência de suas funções", com o voto favorável de 328 dos 450 deputados, mais de dois terços que a Constituição exige para destituição, no entanto, não foi criada uma comissão de inquérito, passo requerido pela Constituição para investigar as razões pela qual se pretendia destitui-lo, o que faz deste ponto de vista constitucional, a "destituição" do presidente seja mais do que questionável; em Kharkiv, Yanukovych denunciou um golpe de Estado. Enquanto isso, o Verkhovna Rada assumiu o controle do país e Oleksandr Turchynov assumiu a coordenação do governo e presidente do parlamento. Turchinov acusou Yanukovych de querer fugir para a Rússia e afirmou que os guardas de fronteira o interceptaram.
Também nesse dia, foi libertada a opositora Yulia Tymoshenko, primeira-ministra após a conclusão da Revolução Laranja em janeiro de 2005 até as eleições presidenciais na Ucrânia em 2010, tendo passado dois anos sob prisão domiciliar em uma clínica por "abuso de poder" na assinatura de contratos gasíferos com a Rússia. Tymoshenko anunciou naquela noite em uma cadeira de rodas na Praça da Independência que seria candidata presidencial.
Após a remoção de Yanukovych do poder pela segunda vez em nove anos (a primeira vez como primeiro-ministro), o Congresso dos Deputados e governadores regionais do leste e do sul da Ucrânia apelaram à resistência e acusaram a oposição de não cumprir o acordo de paz firmado em 21 de fevereiro com o presidente deposto. Enquanto isso, o Verkhovna Rada aboliu a lei sobre as línguas minoritárias, que estabelecia que em raions onde um determinado idioma fosse falado por pelo menos 10% da população, essa língua pode adquirir o estatuto de língua oficial; a revogação da lei aprovada em 2012 prejudica os falantes de russo (co-oficial em toda a Ucrânia oriental e meridional,  também alguns raions em Kirovogrado, Chernigov, Sumi e Jitomir), húngaro (co-oficial em alguns raions da Transcarpátia) e romeno (co-oficial em alguns raions da Transcarpátia, Chernivtsi e Odessa).
Na manhã de 24 de fevereiro, Vladimir Kurennoy, deputado da Aliança Democrática Ucraniana pela Reforma (UDAR, por sua sigla em ucraniano) afirmou que Yanukovich teria sido preso na Crimeia e estava sendo transferido para Kiev. No entanto, mais tarde naquele dia, o Ministério do Interior emitiu um mandado de prisão contra Yanukovych sob a acusação de "assassinato em massa" durante a rebelião em Kiev.
Em 25 de fevereiro, o Verkhovna Rada decidiu entrar com uma ação contra Yanukovych por crimes contra a humanidade perante o Tribunal Penal Internacional em Haia.
Em 26 de fevereiro, o Verkhovna Rada emitiu um mandado de captura internacional contra o ex-presidente Yanukovych e ex-ministro do Interior, Vitaliy Zakharchenko. O parlamento ucraniano adiou para o dia seguinte à eleição do governo interino que irá controlar a situação até a eleição de 25 de maio; o seu presidente Oleksandr Turchynov, por decreto assumiu o cargo de Comandante Supremo das Forças Armadas ucranianas. Além disso, o governo russo reiterou que não reconhece o novo governo em Kiev uma vez que considera Viktor Yanukovich "o único poder legítimo na Ucrânia" e argumenta que "todas as decisões tomadas pelo Rada nos últimos dias levantam sérias dúvidas", pois na Ucrânia "o presidente legítimo foi derrubado por um golpe de Estado".

## Consequências

### Jurídicas
Em 24 de fevereiro, o Parlamento decidiu libertar todos os presos políticos, incluindo a família Pavlichenko, e encerrou os poderes de cinco juízes do Tribunal Constitucional da Ucrânia, nomeados a partir da cota do Parlamento e por indicação presidencial, por violarem seu juramento.
Em 27 de fevereiro, Yanukovych foi acusado de ter roubado US $ 70 bilhões do orçamento do estado.

### Resposta russa
A Rússia recusou-se a reconhecer o novo governo interino, chamando a revolução de um "golpe de Estado"  e iniciou uma invasão encoberta da península da Crimeia. O recém-nomeado governo interino da Ucrânia assinou o acordo de associação UE e se comprometeu na adoção de reformas em seu sistema judiciário e sistema político, bem como em suas políticas financeiras e econômicas. Os investimentos estrangeiros vieram do Fundo Monetário Internacional, sob a forma de empréstimos no valor de mais de $18 bilhões dependendo das reformas adotadas pela Ucrânia.

### Grupos pró-Rússia
A revolução foi seguida por distúrbios pró-russos em algumas regiões do sudeste, um impasse com a Rússia sobre a anexação da Crimeia e Sevastopol, e uma guerra entre o governo e separatistas no Donbass apoiados pela Rússia.

### Destruição de monumentos soviéticos
ver: Descomunização na Ucrânia

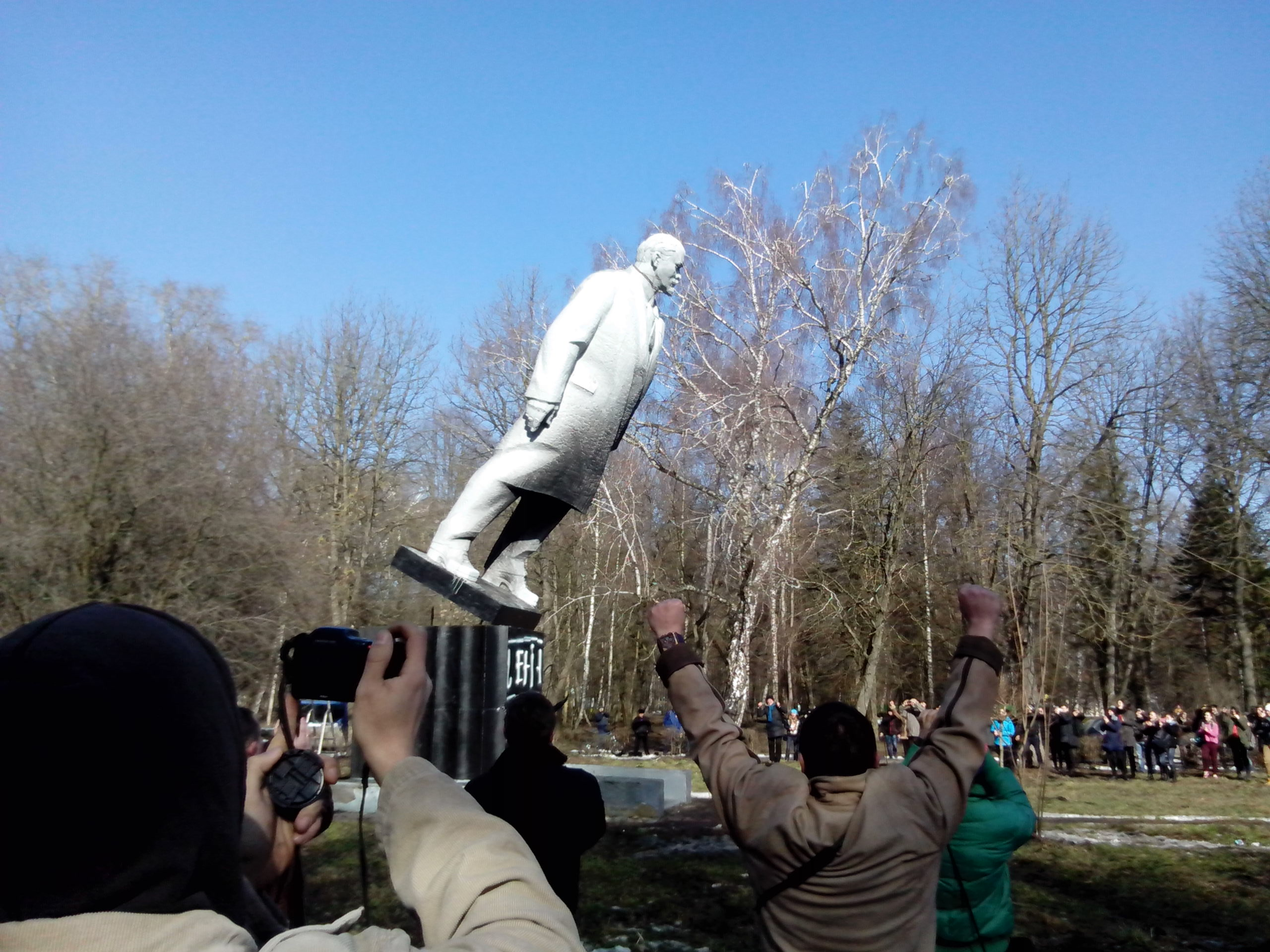
Estátua de Lenin sendo derrubada em Khmelntski, 21 de fevereiro de 2014

O monumento ao marechal de campo russo Mikhail Kutuzov foi demolido na cidade de Brody, no oeste da Ucrânia. Além disso, uma estátua em homenagem aos soldados soviéticos foi removida da cidade de Stryi no oeste da Ucrânia.
Em 28 de fevereiro, um monumento dedicado às forças soviéticas que lutaram na Segunda Guerra Mundial e outro dedicado aos soldados soviéticos que lutaram no Afeganistão, ambos na cidade de Dnipropetrovsk, foram vandalizados e pintados com slogans ultranacionalistas e fascistas(como wolfsangel). Em sua conta no Twitter em inglês, o Ministério das Relações Exteriores da Rússia descreveu o ataque a monumentos construídos pela Rússia e pela União Soviética como "vandalismo russofóbico" e um "ultraje" e exigiu que fosse interrompido.

### Opinião pública
Uma pesquisa de dezembro de 2016 com 2.040 ucranianos realizada pelo Instituto Internacional de Sociologia de Kiev descobriu que 56 por cento dos entrevistados em toda a Ucrânia consideraram os acontecimentos como uma "revolução popular", enquanto 34 por cento os viram como um "golpe armado ilegal".

### Assinatura de acordo com a União Europeia
O Primeiro Governo de Yatsenyuk assinou em 21 de março de 2014 o Acordo de Associação União Europeia-Ucrânia com a DCFTA e foi assinado após as eleições presidenciais de maio de 2014.

### Suicídios de ex-funcionários
Depois do Euromaidan, descobriu-se que oito ex-funcionários ligados ao Partido das Regiões de Ianukoviche cometeram suicídio. Quando a Newsweek, no verão de 2015, abordou o Gabinete do Procurador-Geral sobre as mortes, o gabinete inicialmente respondeu que todas as informações sobre elas eram segredo de Estado. A promotoria disse mais tarde que quatro das mortes estavam sendo investigadas como assassinatos; um suspeito também foi acusado de homicídio num quinto caso, a morte do promotor Sergei Melnichuk.

## Vítimas

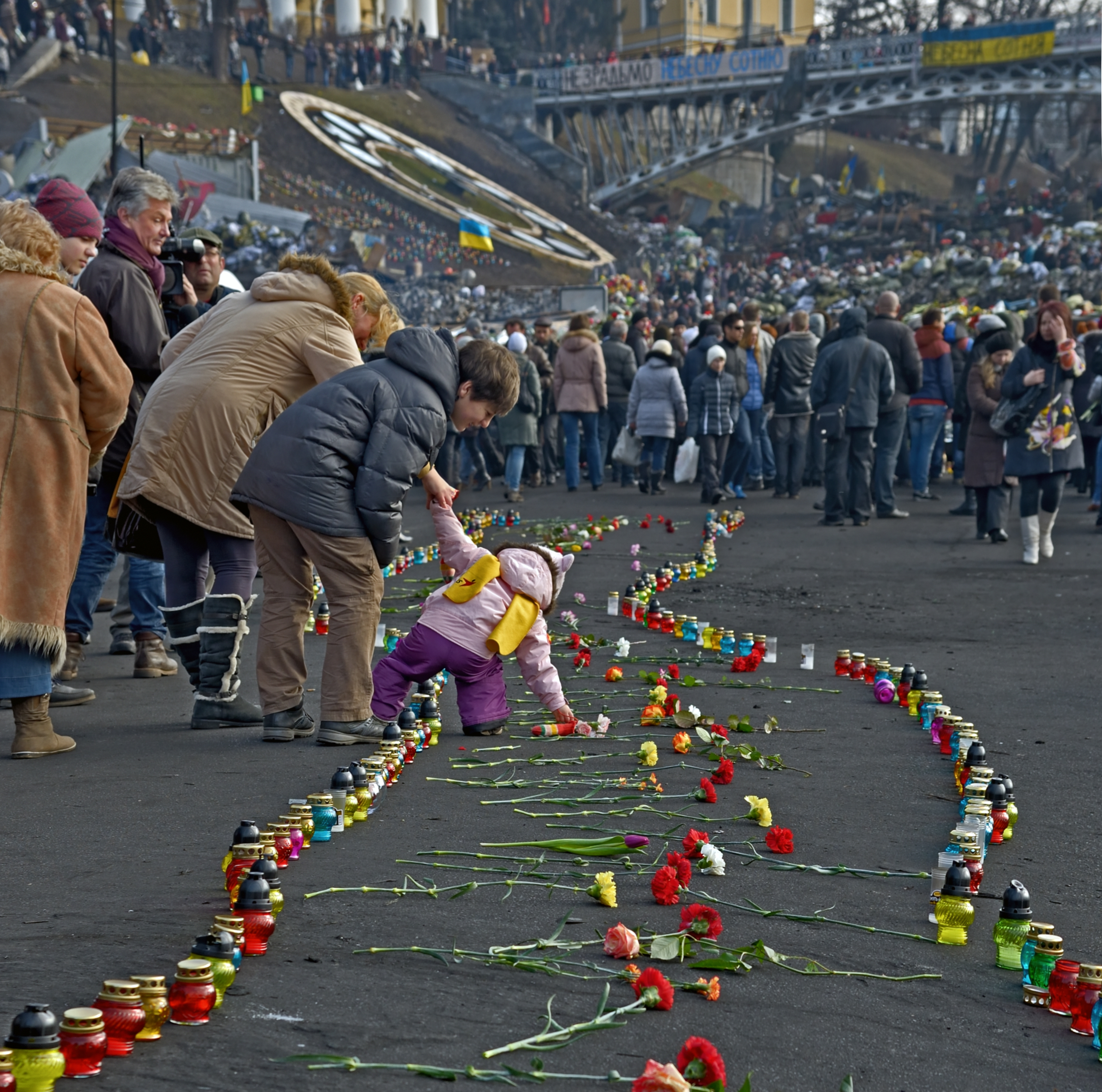
Um memorial no Maidan aos mortos, 24 de fevereiro de 2014

Ao todo, 108 manifestantes civis e 13 policiais foram mortos. A maioria das mortes ocorreu de 18 a 20 de fevereiro, e a maioria das vítimas eram manifestantes e ativistas antigovernamentais mortos por franco-atiradores da polícia nas proximidades da rua Instytutska, em Kiev. Até junho de 2016, 55 pessoas foram acusadas em relação aos assassinatos, incluindo 29 ex-membros da força policial especial de Berkut, dez titushky e dez ex-funcionários do governo. A Procuradoria-Geral afirmou que os esforços para levar os perpetradores à justiça foram prejudicados porque muitos suspeitos fugiram do país e as provas foram perdidas ou destruídas.
Os civis mortos na revolução são conhecidos na Ucrânia como os 'Cem Celestiais' ou 'Companhia Celestial' (em ucraniano:  Небесна сотня, transl. Nebesna sotnya). Eles são comemorados todos os anos em 20 de fevereiro, que é o 'Dia dos Cem Heróis Celestiais'.